# Нели Блај
Нели Блај (енгл. Nellie Bly; Кокранс Милс (део Питсбурга), 5. мај 1864 – Њујорк, 27. јануар 1922) био је псеудоним америчке новинарке Елизабет Кокран Симан. Поред тога, била је списатељица, индустријалка, проналазачица и хуманитарна радница. Позната је по свом рекордном путу око света за 72 дана, по угледу на измишљеног главног лика Филеаса Фога из романа Пут око света за осамдесет дана Жила Верна, као и по једном истраживању које је спровела глумећи да је психички болесна како би изнутра истражила функционисање институција за ментално оболеле. Била је пионирка у свом послу и покренула је нову врсту истраживачког новинарства.

## Каријера

### Pittsburgh Dispatch
Блај је имала 16 година када је њена породица одлучила да се пресели у Питсбург. Тамо је дане проводила читајући новине, а изреволтирана мизогинијом и агресивношћу са којом се сусретала у њима, одлучила је да напише писмо уреднику Pittsburgh Dispatch-а. Озбиљност и дух писма су у уреднику пробудили жељу да запосли особу која га је написала, међутим, када је схватио да је то била жена, одбио јој је дати посао. Говорничке вештине Нели Блај ипак су га убедиле да је запосли. Све жене које су се у то време бавиле новинарством, писале су под псеудонимом, па је Елизабет тада добила име Нели Блај, по насловном лику у истоименој песми Стивена Фостера.
Током рада у Pittsburgh Dispatch-у, Блај је писала о положају жена које су запослене и фабричким радницама, али јој је уредништво углавном давало теме за такозване женске странице, где би писала о моди, друштву и вртларству. Како тиме није била задовољна, преселила се у Мексико да ради као дописница. Писала је о обичајима мексичког народа, а серију чланака је касније објавила у књизи "Шест месеци у Мексику".

### The New York World
Након повратка из Мексика, у 21. години, она одлучује да напусти тадашњи посао и пресели се у Њујорк. Иако без прихода, Блај врло брзо успева да се запосли у новинама The New York World где је уредник био Џозеф Пулицер.
Тамо је добила прилику да ради на истраживачком новинарству, а један од првих задатака јој је био да истражи лоше поступање са пацијенткињама у установи за ментално здравље Blackwell's Island. Глумила је да је ментално лоше и сама се пријавила да 10 дана проведе у овој установи. То јој је дало прилику да се и сама увери у третман који су пацијенткиње имале. Писала је о поквареној храни, леденим купкама, премлаћивању, присилном храњењу и сестрама које су држале своје пацијенте буднима по целу ноћ.
Њени текстови су довели до потребних политичких реформи када је реч о установама за ментално здравље, а чланке који су били објављени током овог периода је сакупила и објавила књигу "Десет дана у лудници".
Након годину дана, предложила је уредништву да отпочне путовање око света како би покушала да оствари причу Жила Верна "Пут око света за 80 дана". На пут је кренула сама са 200 фунти, а пут је завршила за 72 дана и тиме по први пут оборила рекорд. И ови текстови су сакупљени и објављени 1890. године у облику књиге "Око света за 72 дана".